# أليكس بيريز
اليخاندرو بيريز (بالإسبانية: Alejandro Pérez Aracil)‏ (21 يناير 1985 في إسبانيا - ) هو لاعب كرة قدم إسباني في مركز الوسط. شارك مع منتخب إسبانيا تحت 17 سنة لكرة القدم ومنتخب إسبانيا تحت 18 سنة لكرة القدم. أما مع النوادي، فقد لعب مع أريس تسالونيكي وخيمناستيك طركونة وريال مدريد ج وريال مدريد كاستيا وريال مدريد ونادي ألباسيتي ونادي أونتينيينت.

## وصلات خارجية
- أليكس بيريز على موقع قاعدة بيانات كرة القدم.إي يو (الإنجليزية)
- أليكس بيريز على موقع Soccerway.com (الإنجليزية)
- أليكس بيريز على موقع عالم كرة القدم.نت (الإنجليزية)
- أليكس بيريز على موقع AS.com (الإسبانية)